# Mounir Chouiar
Mounir Chouiar (* 23. Januar 1999 in Liévin) ist ein französischer Fußballspieler marokkanischer und mauretanischer Abstammung.

## Karriere

### Verein
Chouiar ist marokkanischer und mauretanischer Abstammung und wurde im nordfranzösischen Liévin geboren. Er wechselte im Jahr 2007 vom CS Avion in die Nachwuchsabteilung des RC Lens. Dort drang er durch diverse Juniorenauswahlen zur Saison 2016/17 erstmals in den Kader der ersten Mannschaft vor. Am 29. Juli (1. Spieltag) debütierte er beim 0:0-Unentschieden gegen Chamois Niort in der Ligue 2, als er in der Schlussphase für Mathias Autret eingewechselt wurde. In der weiteren Spielzeit kam er nur in zwei weiteren Pokalspielen zum Einsatz. Auch in der folgenden Saison 2017/18 kam er nur sporadisch zum Einsatz. Der Durchbruch gelang ihm im Verlauf der Spielzeit 2018/19. Am 22. Dezember (19. Spieltag) erzielte er bei der 1:2-Heimniederlage gegen den AC Ajaccio seinen ersten Treffer im Profifußball. Er trug mit drei Toren und einer Vorlage wesentlich zum guten Abschneiden seiner Mannschaft in der Liga bei. Lens erreichte den fünften Tabellenplatz und qualifizierte sich für die Aufstiegs-Play-offs, wo man im Finale am Erstligisten FCO Dijon scheiterte. Nachdem er in den ersten vier Ligaspielen der nächsten Saison 2019/20 zwei Tore und eine Vorlage gesammelt hatte, wechselte er am Deadline-Day der Sommertransferperiode für eine Ablösesumme in Höhe von 3,5 Millionen Euro zum FCO Dijon. Dort bestritt er sein erstes Spiel am 14. September (5. Spieltag) beim 0:0-Unentschieden gegen Nîmes Olympique. Am 1. November (12. Spieltag) erzielte er für den Tabellenletzten Dijon im Heimspiel gegen Paris Saint-Germain kurz vor der Halbzeitpause den Ausgleich zum zwischenzeitlichen 1:1-Unentschieden. Dijon gewann die Partie durch einen weiteren Treffer von Jhonder Cádiz und feierte somit einen überraschenden Erfolg gegen den Tabellenführer. Am 15. Februar 2020 (25. Spieltag) erzielte er beim 2:2-Unentschieden gegen Girondins Bordeaux einen Doppelpack. In dieser Spielzeit bestritt er 20 Ligaspiele für Dijon, in denen er vier Tore erzielte. In der Saison 2021/22 wurde er dann an den türkischen Erstligisten Yeni Malatyaspor verliehen. Seit 2022 tritt er für den Istanbul Başakşehir FK an.

### Nationalmannschaft
Von 2015 bis 2019 bestritt Chouiar insgesamt 15 Länderspiele für diverse französische Juniorenauswahlmannschaften und erzielte dabei zwei Treffer.